# Ignaz von Stürmer

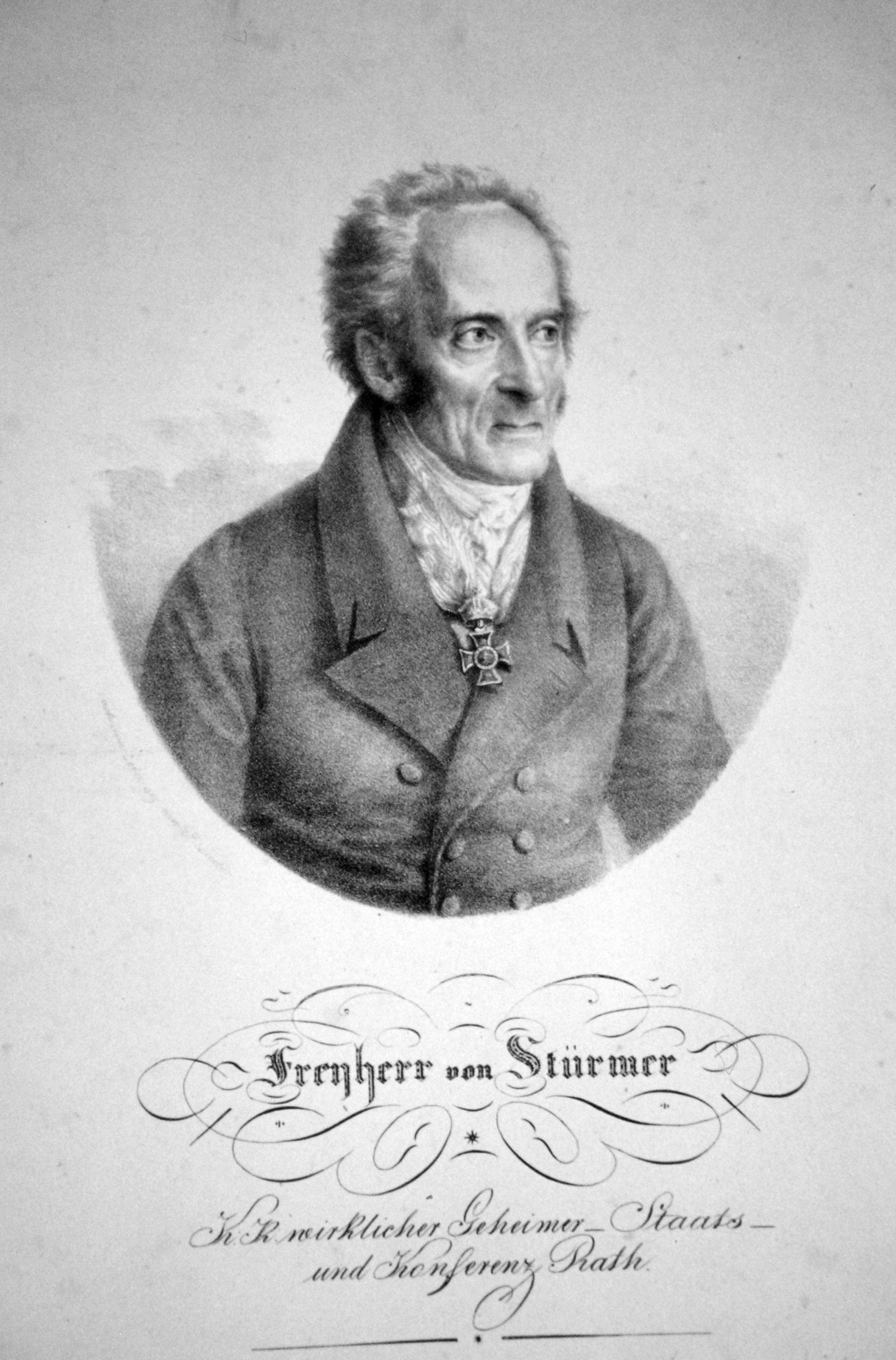
Ignaz von Stürmer im hohen Alter, Lithographie von F. Lieder (um 1825)

Freiherr Ignaz Lorenz von Stürmer (* 21. August 1750 oder 1752 in Wien; † 1. Dezember 1829 ebenda) war ein österreichischer Diplomat und Orientalist.

## Leben

### Herkunft und Familie
Ignaz Lorenz von Stürmer wurde in Wien als Spross einer aus dem Fränkischen eingewanderten Familie geboren. In Konstantinopel heiratete er am 26. November 1786 Elisabeth (1769–1846) geb. Testa, eine Tochter des österreichischen Internuntius Bartholomäus von Testa (1723–1809). Das Ehepaar hatte zwei Söhne:
- Bartholomäus von Stürmer (1787–1863), österreichischer Diplomat, und
- Karl von Stürmer (1792–1853), österreichischer Militär

### Werdegang
Als Sechzehnjähriger trat er in Wien dem Orden der Gesellschaft Jesu bei und widmete sich philosophischen Studien. Nach Aufhebung des Ordens (1773) studierte er Rechtswissenschaften, bevor er 1776 in die k.k. Akademie für Orientalische Sprachen eintrat. Bis 1780 beteiligte er sich u. a. an der Arbeit zu dem in diesem Jahr herausgegebenen „Lexicon Arabico-Persico-Turcicum“ von Franciszek a Mesgnien Meniński.
Als Absolvent der Akademie trat er 1780 in den auswärtigen Dienst der Habsburgermonarchie und wurde als Dolmetscher bzw. Dragoman dem Internuntius Peter Philipp Herbert Freiherr von Rathkeal in Konstantinopel (heute: Istanbul) zugeteilt. In dieser Funktion konnte er im Oktober 1789 die Eroberung Belgrads durch Gideon Ernst von Laudon und die Kapitulation des Osmanischen Reichs im Russisch-Österreichischen Türkenkrieg zum Abschluss bringen.
1793 in die Staatskanzlei berufen und 1801 zum Hofrat ernannt, kehrte er 1802 als Internuntius und bevollmächtigter Minister nach Konstantinopel zurück. 1800 wurde Stürmer in den Ritter- und 1813 in den österreichischen Freiherrenstand erhoben,  ferner Geheimer Rat und mit dem Komturkreuz des k.u. Sankt Stephans-Ordens ausgezeichnet. 1818 nach Wien abberufen und 1819 zum Staats- und Konferenzrat ernannt, wurde Stürmer mit der Leitung der Abteilung für inländische Angelegenheiten bei der Hof- und Staatskanzlei betraut.